# BirthDay
BirthDay（ばーすでー）は、日本の新人男性声優ユニットである。通称「BD(びーでぃー)」。

## ユニットの概要
- 宝石の擬人化である5人のキャラクターを、新人声優が演じる。
- コンセプトは「いつも、1人で過ごしていた誕生日を、ここに来れば一緒に過ごせる、祝える、祝ってもらえる幸せ空間がある。誕生石を擬人化した、個性豊かなキャラクターたちがあなたをきっと輝かせます！」
- 毎週金曜日に冠番組「Lucky☆BirthDay」を放送している。
- 毎月第3土曜日に単独定期公演「5 carats Party～ようこそジュエリーショップBirthDayへ～」を開催している。

## キャラクター
海司 蒼(かいじ そう)
声 - 冨沢竜也
アクアマリンの擬人化。石言葉は聡明、勇敢、沈着。
3月15日生まれ、身長175cm、AB型。
イメージカラーは青(蒼)。
特技はダンス・歌唱、趣味はカラオケ。
好きな食べ物はお菓子と大也が淹れる紅茶、嫌いな食べ物はコーヒー。
トーク力とコミュニケーション能力に長け、彼の周りにはいつも誰かが寄ってくる。
リーダー的存在で、個性的なメンバーを取りまとめるのに一苦労している。
文月 紅(ふみづき こう)
声 - 文山勝友
ルビーの擬人化。石言葉は情熱、仁愛、威厳。
7月15日生まれ、身長170cm、A型。
イメージカラーは赤。
特技は大食い、趣味はスポーツ全般。
好きな食べ物はカレー、嫌いな食べ物は特になし。
熱血漢。猪突猛進。何事もまっすぐで、曲がったことが大嫌い。
その性格で損をすることもあるが、太陽のような存在で回りを明るくするムードメーカー。
彼の発する言葉は、いつも誰かの心を打つ。女性に対しては、かなりのヤキモチ焼き。
五月乙 翠(さおとめ みどり)
声 - 落合登宇聖
エメラルドの擬人化。石言葉は幸福、幸運。
5月20日生まれ、身長160cm、O型。
イメージカラーは緑(翡翠色)。
特技は誰とでも仲良くできる、趣味は絵本を描くこと。
好きな食べ物はイチゴ、嫌いな食べ物は魚。
注射が怖い。
頭がよく、慈悲深く、誰よりも人が好き。人懐こい性格。
自分の事よりも、他人を優先してしまい、自分がマイナスになることもあるが人が幸せになる方がいいと思っている。
視力がやたらいい。
四月朔日 大也(わたぬき だいや)
声 - 亀谷祐馬
ダイヤモンドの擬人化。石言葉は清純無垢。
4月22日生まれ、身長180cm、B型。
イメージカラーは無色透明(衣装等はライトグレー、ペンライトの色はユニットカラーと同じ白を使用)
特技は紅茶を淹れること、趣味は読書・睡眠。
六月一日 真珠(くさか まこと)
声 - 坂上晶
真珠の擬人化。石言葉は純粋無垢、健康、長寿。
6月17日生まれ、身長185cm、A型。
イメージカラーはパールピンク
特技は火事と炊事、趣味は華道・書道。

## 略歴
- 2016年12月、K-stationでムーブマン声優バトルの上位3人（冨沢、文山、落合）のご褒美としてユニットの結成が発表された。
- 2017年2月、FRESH!にて冠番組の放送を開始。
- 2017年3月、亀谷祐馬が加入。
- 2017年3月、冠番組「Lucky☆BirthDay」内で、六月一日真珠役の新メンバーオーディションを行うことが発表された。
- 2017年4月、制作発表にて初披露。アプリゲーム『ぼくらこれからデビューします♪』のキャラクターのキャスティングとして、メンバーを起用することが発表された。[1]
- 2017年6月から、毎月第3土曜日に単独定期公演「5 carats Party～ようこそジュエリーショップBirthDayへ～」を開催。
- 2017年7月、坂上晶が加入。
- 2017年7月、「声の大響宴2017」にオープニングアクトとして出演（冨沢、文山、落合、坂上の4人）
- 2017年9月、冠番組「Lcky☆BirthDay」内で、亀谷・坂上の脱退、アプリゲーム『ぼくらこれからデビューします♪』の制作延期及び10月の定期公演をもって年内は充電期間に入ることが発表された。
- 2019年3月、ユニットの解散を表明。ゲーム制作会社「エイタロウソフト」の倒産に伴い、ゲーム製作並びにユニットとしての活動が困難であると判断した為。[2]

## Lucky☆BirthDay

### 概要
- FRESH!、ニコニコ生放送、showroomで配信されている。
- FRESH!では今までの放送アーカイブが公開されている。
- 定期公演の振り返りや様々なコーナーが展開される。

### コーナー
文月紅の「俺ならこうだ！」
女性に対して不器用な文月紅が、出されるお題に答えてメンバーが○×で判定する。
累計ポイントで上限に達するとご褒美、マイナスポイントが増えると修業に出なければならない。
ぼくらにできるかな？シリーズ
出されるお題に対してメンバーが絵を描き、一番の画伯(上手ではないメンバー)を決める。
このコーナーでは多くの"迷作"が生まれ、定期公演で展示されることもある。
シンクロBirthDay
出されるお題に対してメンバーが回答の一致を目指す。
海司蒼のヒーリングVOICE
視聴者からのお悩みを海司蒼が答える。
翠の幸せラブレター
五月乙翠が放送日の誕生石を紹介し、当日生まれの人の性格分析やワンポイントアドバイスを行う。
プリンセスBD
前回放送翌日～放送日までの誕生日の人をメンバーがお祝いしていくコーナー。

## 5 carats party～ようこそジュエリーショップBirthDayへ～

### 概要
- 公演の内容は主に朗読劇パートとライブパートに分かれる。
- 朗読劇では乙女ゲームのような選択肢が用意されており、来場者の選択に応じてメンバーの好感度が変わっていく。
- トークや「Lucky☆BirthDay」内のコーナーが行われる場合もある。
- 「Lucky☆BirthDay」内のコーナー「プリンセスBD」が行われ、開催月生まれの来場者をメンバーが直接お祝いする。
- 男性と女性で来ている来場者に対して、メンバーと三角関係になってしまう「トライアングルBD」が突発的に起きる。

### 楽曲
楽曲はすべて音源化されていない。
- ぼくらこれからデビューします(全体曲)
- Happiness Harmony(五月乙女翠ソロ曲)
- ぼくのすべて(四月朔日大也ソロ曲)
- Driving Force(文月紅ソロ曲)
- Stella Marine(海司蒼ソロ曲)

## 出演

### 定期公演
- 「5 carats Party～ようこそジュエリーショップBirthDayへ～vol.1」池袋RUIDO K3（2017年6月17日）
- 「5 carats Party～ようこそジュエリーショップBirthDayへ～vol.2」池袋RUIDO K3（2017年7月15日）
- 「5 carats Party～ようこそジュエリーショップBirthDayへ～vol.3」池袋RUIDO K3（2017年8月19日）
- 「5 carats Party～ようこそジュエリーショップBirthDayへ～vol.4」池袋RUIDO K3（2017年9月15日）
- 「5 carats Party～ようこそジュエリーショップBirthDayへ～ハロウィンparty編～」池袋RUIDO K3（2017年10月21日）

### イベント
- 「LiveStream K-Station バレンタインSP」秋葉原サイファー(2017年2月11日) ※四月朔日大也・六月一日真珠オーディション
- 「LiveStream K-Station 雪椿りおBD」蒲田GIGS(2017年3月11日) ※文山、落合、亀谷、
- 「日本声優事業社協議会設立１０周年記念 声の大響宴２０１７～ウェスタ川越」ウェスタ川越(2017年7月30日) ※冨沢、文山、落合、坂上

### インターネット配信
- FRESH!ほか「Lucky☆BirthDay」(2017年2月〜9月、毎週金曜日22時～、8月からは21時～)
- 文化放送A&G「和田昌之と長久友紀のWADAX Radio×はるきゃん＆にしし＆コットンのまるまる推し」(2017年5月13日) ※冨沢、文山、落合
- 文化放送A&G「和田昌之と長久友紀のWADAX Radio」（2017年7月15日） ※冨沢、文山、落合、坂上